# Pisochín
Pisochín (en ucraniano: Пісочин, romanizado: Pisochýn; en ruso: Песочин, romanizado: Pesochín) es un pueblo ucraniano perteneciente al óblast de Járkov. Situado en el noreste del país, es parte del raión de Járkov y centro del municipio (hromada) homónimo.

## Geografía
Pisochín se encuentra a orillas del río Udi y limita con los límites de la ciudad de Járkov al este.  

## Historia
Pisochín fue mencionada por primera vez en 1732. El pueblo fue una aldea en el uyezd de Járkov de la gobernación de Járkov del Imperio ruso.
En 1938 se le asignó el estatus de asentamiento de tipo urbano.
Durante la Segunda Guerra Mundial, Pisochín estuvo ocupada por la Alemania nazi hasta el 29 de agosto de 1943.
En 2012, parte del asentamiento se incorporó a Járkov. En 2023, Pisochín perdió el estatus de asentamiento de tipo urbano en la legislación ucraniana debido a la eliminación de este estatus administrativo.

## Demografía
Según el censo de 2001, la lengua materna de la mayoría de los habitantes, el 60,78%, es el ucraniano; y del 38,44% es el ruso.

## Infraestructura

### Transporte
El asentamiento está incluido en la red de carreteras de la aglomeración urbana de Járkov. Las estaciones de tren de Pisochín y Rizhov se encuentran en la línea que conecta Járkov y Poltava.